# Округ Грант (Минесота)
Округ Грант (енгл. Grant County) је округ у америчкој савезној држави Минесота.

## Демографија
По попису из 2010. године број становника је 6.018, што је 271 (-4,3%) становника мање него 2000. године.
| Група             | 2000.         | 2010.         |
| Белци             | 6.170 (98,1%) | 5.832 (96,9%) |
| Афроамериканци    | 13 (0,2%)     | 19 (0,3%)     |
| Азијати           | 12 (0,2%)     | 14 (0,2%)     |
| Хиспаноамериканци | 33 (0,5%)     | 94 (1,6%)     |
| Укупно            | 6.289         | 6.018         |